# Cosnac
Cosnac är en kommun i departementet Corrèze i regionen Nouvelle-Aquitaine i de centrala delarna av Frankrike. Kommunen ligger  i kantonen Brive-la-Gaillarde-Sud-Est som tillhör arrondissementet Brive-la-Gaillarde. År 2022 hade Cosnac 3 042 invånare.

## Befolkningsutveckling
Antalet invånare i kommunen Cosnac
Referens:INSEE